# Campeonato Mundial de Ciclismo en Pista de 2004
El CI Campeonato Mundial de Ciclismo en Pista se celebró en Melbourne (Australia) entre el 26 y el 30 de mayo de 2004 bajo la organización de la Unión Ciclista Internacional (UCI) y la Organización Australiana de Ciclismo.
Las competiciones se realizaron en el velódromo Vodafone Arena de la ciudad australiana. En total se disputaron 15 pruebas, 9 masculinas y 6 femeninas.

## Medallistas

### Masculino
| Evento                          | Oro                                                                                            | Plata                                                                                     | Bronce                                                                                                   |
| ------------------------------- | ---------------------------------------------------------------------------------------------- | ----------------------------------------------------------------------------------------- | --- |
| Velocidad individual (30.05)    | Theo Bos · Países Bajos                                                                        | Laurent Gané Francia                                                                      | Ryan Bayley Australia                                                                                    |
| Velocidad por equipos (26.05)   | Francia Mickaël Bourgain Laurent Gané Arnaud Tournant 44,394                                   | España · José Antonio Escuredo · Salvador Meliá · José Antonio Villanueva · 44,824        | Reino Unido Chris Hoy Craig MacLean Jamie Staff Jason Queally 44,620                                     |
| Persecución individual (27.05)  | Sergi Escobar Roure · España · 4:19,382                                                        | Robert Hayles Reino Unido 4:20,337                                                        | Robert Bartko · Alemania · 4:20,928                                                                      |
| Persecución por equipos (29.05) | Australia Peter Dawson Ashley Hutchinson Luke Roberts Stephen Wooldridge Mark Renshaw 4:00,322 | Reino Unido Robert Hayles Paul Manning Chris Newton Bryan Steel Stephen Cummings 4:01,841 | España · Carlos Castaño Panadero · Sergi Escobar Roure · Asier Maeztu · Carlos Torrent Tarrés · 4:04,968 |
| 1 km contrarreloj (27.05)       | Chris Hoy Reino Unido 1:01,599                                                                 | Arnaud Tournant Francia 1:01,957                                                          | Theo Bos · Países Bajos · 1:02,055                                                                       |
| Carrera por puntos (26.05)      | Franck Perque Francia 35 pts.                                                                  | Milton Wynants · Uruguay · 31 pts.                                                        | Juan Esteban Curuchet Argentina 28 pts.                                                                  |
| Scratch (28.05)                 | Gregory Henderson Nueva Zelanda                                                                | Robert Slippens · Países Bajos                                                            | Walter Pérez Argentina                                                                                   |
| Keirin (28.05)                  | Jamie Staff Reino Unido                                                                        | José Antonio Escuredo · España                                                            | Ivan Vrba · República Checa                                                                              |
| Madison (30.05)                 | Juan Esteban Curuchet Walter Pérez Argentina 7 pts.                                            | Bruno Risi · Franco Marvulli · Suiza · 5 pts.                                             | Robert Slippens · Danny Stam · Países Bajos · 18 (-1) pts.                                               |

### Femenino
| Evento                         | Oro                                | Plata                            | Bronce                                   |
| ------------------------------ | ---------------------------------- | -------------------------------- | ---------------------------------------- |
| Velocidad individual (29.05)   | Svetlana Grankovskaya · Rusia      | Anna Meares Australia            | Lori-Ann Muenzer · Canadá                |
| Persecución individual (28.05) | Sarah Ulmer Nueva Zelanda 3:31,778 | Katie Mactier Australia 3:34,859 | Yelena Chalyj · Rusia · 3:34,199         |
| 500 m contrarreloj (30.05)     | Anna Meares Australia 34,342       | Jiang Yonghua China 34,675       | Simona Krupeckaitė · Lituania · 34,788   |
| Carrera por puntos (29.05)     | Olga Sliusareva · Rusia · 39 pts.  | Vera Carrara · Italia · 31 pts.  | Belem Guerrero Méndez · México · 30 pts. |
| Scratch (30.05)                | Yoanka González Pérez · Cuba       | Mandy Poitras · Canadá           | Olga Sliusareva · Rusia                  |
| Keirin (27.05)                 | Clara Sanchez Francia              | Elisa Frisoni · Italia           | Jennie Reed Estados Unidos               |

## Medallero
| Núm. | País            | Oro | Plata | Bronce | Total |
| ---- | --------------- | --- | ----- | ------ | ----- |
| 1    | Francia         | 3   | 2     | 0      | 5     |
| 2    | Australia       | 2   | 2     | 1      | 5     |
| 2    | Reino Unido     | 2   | 2     | 1      | 5     |
| 4    | Rusia           | 2   | 0     | 2      | 4     |
| 5    | Nueva Zelanda   | 2   | 0     | 0      | 2     |
| 6    | España          | 1   | 2     | 1      | 4     |
| 7    | Países Bajos    | 1   | 1     | 2      | 4     |
| 8    | Argentina       | 1   | 0     | 2      | 3     |
| 9    | Cuba            | 1   | 0     | 0      | 1     |
| 10   | Italia          | 0   | 2     | 0      | 2     |
| 11   | Canadá          | 0   | 1     | 1      | 2     |
| 12   | China           | 0   | 1     | 0      | 1     |
| 12   | Suiza           | 0   | 1     | 0      | 1     |
| 12   | Uruguay         | 0   | 1     | 0      | 1     |
| 15   | Alemania        | 0   | 0     | 1      | 1     |
| 15   | Estados Unidos  | 0   | 0     | 1      | 1     |
| 15   | Lituania        | 0   | 0     | 1      | 1     |
| 15   | México          | 0   | 0     | 1      | 1     |
| 15   | República Checa | 0   | 0     | 1      | 1     |
|      | TOTAL           | 15  | 15    | 15     | 45    |